# Mujaste
Koordinaten: 58° 35′ N, 22° 46′ O
Mujaste ist ein Dorf (estnisch küla) auf der größten estnischen Insel Saaremaa. Es gehört zur Landgemeinde Saaremaa (bis 2017: Landgemeinde Leisi) im Kreis Saare.

## Einwohnerschaft und Lage
Das Dorf hat 24 Einwohner (Stand 31. Dezember 2011).
Der Ort mit seinen Badestränden liegt an der Ostküste der Triigi-Bucht (Triigi laht).